# 周光 (晋朝)
周光（?—?），东晋汝南郡安成县（今河南省汝南县东南）人，周访之子，周抚之弟。
周光十一岁时，大将军王敦任命他为宁远将军、寻阳郡太守。太宁二年（324年），王敦、钱凤举兵叛乱，周光率千人应王敦之叛。抵达后，王敦已死。于是劝其兄周抚不要和钱凤同党。钱凤逃到阖庐洲（在今江苏南京江中），他抓捕钱凤到京请罪，故而得获赦免。晋成帝咸和二年（327年）苏峻作乱，随江州刺史温峤前去讨伐，力战有功，以功赐爵曲江男。最终卒于任上。